# Boeing Model 2
Boeing Model 2 và những mẫu máy bay phát triển từ nó là một loại thủy phi cơ huấn luyện của Hoa Kỳ, đây là thiết kế đầu tiên mà Boeing thực hiện tất cả và là thành công tài chính đầu tiên của hãng.

## Thiết kế và phát triển
Pacific Aero-Products, hãng đi trước của công ty Boeing, chế tạo máy bay huấn luyện hải quân Model C là nguyên bản toàn bộ đầu tiên. Tổng cộng có 56 chiếc huấn luyện kiểu C được chế tạo; 55 chiếc sử dụng phao đôi. Model C-1F có một phao chính đơn và những phao phụ nhỏ dưới mỗi cánh và được trang bị 1 động cơ Curtiss OX-5.

## Lịch sử hoạt động
Thành công của Model C đã dẫn tới hợp đồng quân sự đầu tiên cua Boeing vào tháng 1-1917 và thúc đẩy cả việc sáp nhập trở lại như Boeing Airplane Company và di chuyển từ Lake Union, Washington đến một xưởng đóng tàu cũ trên Sông Duwamish, cũng ở Washington. Hải quân Hoa Kỳ đã mua 51 chiếc huấn luyện Model C, bao gồm C-1F, và Lục quân Hoa Kỳ đã mua 2 phiên bản hạ cánh mặt đất với ghế ngồi bóo trí cạnh nhau có tên gọi là EA..
Chiếc Model C cuối cùng được chế tạo cho William Boeing và được gọi là C-700 (máy bay cuối cùng của Hải quân có số thứ tự là 699). Vào 3 tháng 3-1919, Boeing và Eddie Hubbard đã bay trên chiếc C-700 thực hiện chuyến giao thư quốc tế đầu tiên, mang theo 60 bức thư từ Vancouver, British Columbia, Canada, đến Seattle, Washington.

## Các phiên bản
- Model 2 - thiết kế đầu tiên (1 chiếc)
  - Model C-1F - Model 2 chế tạo lại với một phao đơn
- Model 3 - phiên bản với thanh chống cabin sửa lại (3 chiếc)
- Model 4 - còn được biết đến với tên gọi EA, đây là phiên bản trên đất liền cho Lục quân Hoa Kỳ (2 chiếc)
- Model 5 - Model 3 sửa đổi cho Hải quân Hoa Kỳ (50 chiếc)
  - Model C-700 - Model 5 có chức năng như một máy bay chở thư

## Thông số kỹ thuật (Model 3)
Boeing: History

### Đặc điểm riêng
- Phi đoàn: 2
- Chiều dài: 27 ft in (m)
- Sải cánh: 43 ft 10 in (m)
- Chiều cao: 12 ft 7 in (m)
- Diện tích cánh: 495 ft² (m²)
- Trọng lượng rỗng: 1.898 lb (kg)
- Trọng lượng cất cánh: 2.395 lb (kg)
- Trọng lượng cất cánh tối đa: n/a
- Động cơ: 1 × Hall-Scott A-7A engine, 100 hp (kW)

### Hiệu suất bay
- Vận tốc cực đại: 72.7 mph (km/h)
- Vận tốc hành trình: 65 mph (km/h)
- Tầm bay: 200 dặm (km)
- Trần bay: 6.500 ft (m)
- Vận tốc lên cao:
- Lực nâng của cánh:
- Lực đẩy/trọng lượng: